# Милисав Милић
Милисав Милић (Букош, код Вучитрна, 25. март 1939 — Београд, 26. децембар 2006) је био новинар, радио и телевизијски репортер и уредник.
Основну школу је завршио у Букошу, средњу у Звечану а Правни факултет у Приштини. Четири деценије рада провео је у новинарству. Јавио се најпре у омладинским гласилима у Косовској Митровици, где је био и главни и одговорни уредник Градске трибине младих. Једно време био је дописник Борбе и Радио Приштине из Косовске Митровице, а потом прешао у Приштину и постао дописник Радио Београда из овога града, од 1965. године. Половину радног века провео је као дописник Телевизије Београд са Косова и Метохије и шеф дописништва РТС-а у Приштини.
После бомбардовања СР Југославије од стране НАТО-а, остао је у Приштини покушавајући да одржи редакције програма на српском на РТ Приштини. Не могавши да се одржи у Приштини, са колегама је основао ТВ Мост у Косовској Митровици, чији је био и први директор. 
Истовремено је радио и у локалним листовима, био главни и одговорни уредник градског гласила „Улпиана“, а доцније и „Приштинског магазина“. Сарађивао је у низу недљника – НИН-у, Дуги, Илустрованој Политици и другим. 
Био је председник Друштва новинара Косова, председник Актива новинара дописника са Косова и Метохије и председник Савеза новинара Југославије.
Умро је у Београду 2006. године, а сахрањен у Жичи, код Краљева.

## Књига
- Тито на Косову, Јединство, Приштина, 1979.

## Награде и признања
- Награда за годишње остварење РТВ Београд, 1981. године,
- Награда Светозар Марковић Удружења новинара Србије, 1982. године,
- Орден Републике са бронзаним венцем,
- Годишња награда РТВ Београд, 1987. године,
- Новембарска награда града Приштине, 1989. године